# Championnats de France de triathlon 2019
Navigation
2018 2020
Les championnats de France de triathlon 2019 se déroulent le 30 juin 2019, à Metz, sur une épreuve de distance S pour le titre individuel et sur une épreuve en équipe de relais mixte pour le titre de cette spécialité.

## Résumé de course
Les compétitions se déroulent sur distance S de 750 mètres de natation, 20 de cyclisme et cinq de course à pied dans la ville de Metz. Les triathlètes féminines prennent le départ à 10 h 30 sous une chaleur encore modérée. Dès la sortie de l'eau, deux compétitrices prennent le contrôle de la course, Emmie Charayron déjà double championne de France et Sandra Dodet vice-championne d'Europe. Elles font partie de l’échappée de la partie vélo et restent sans écarts lors de l'arrivée à la seconde transition (T2). Portée par son public, Léa Coninx entame la course à pied rapidement, mais elle ne peut empêcher le retour de la double championne de  France, qui s'impose finalement pour un troisième titre. Sandra Dodet, ayant connue quelques difficultés à T2, réussit malgré tout à reprendre Léa Coninx qui conserve la troisième place du podium. Chez les hommes, le départ se fait sous une chaleur plus intense, Aurélien Raphaël remporte son premier titre national en élite, suivi de près par son coéquipier Jeremy Quindos, le podium étant complété par Louis Vitiello. L'épreuve en relais mixte qui attribue le titre de champion de France de cette spécialité à l'équipe vainqueur est remportée par le relais de Metz triathlon.

## Palmarès

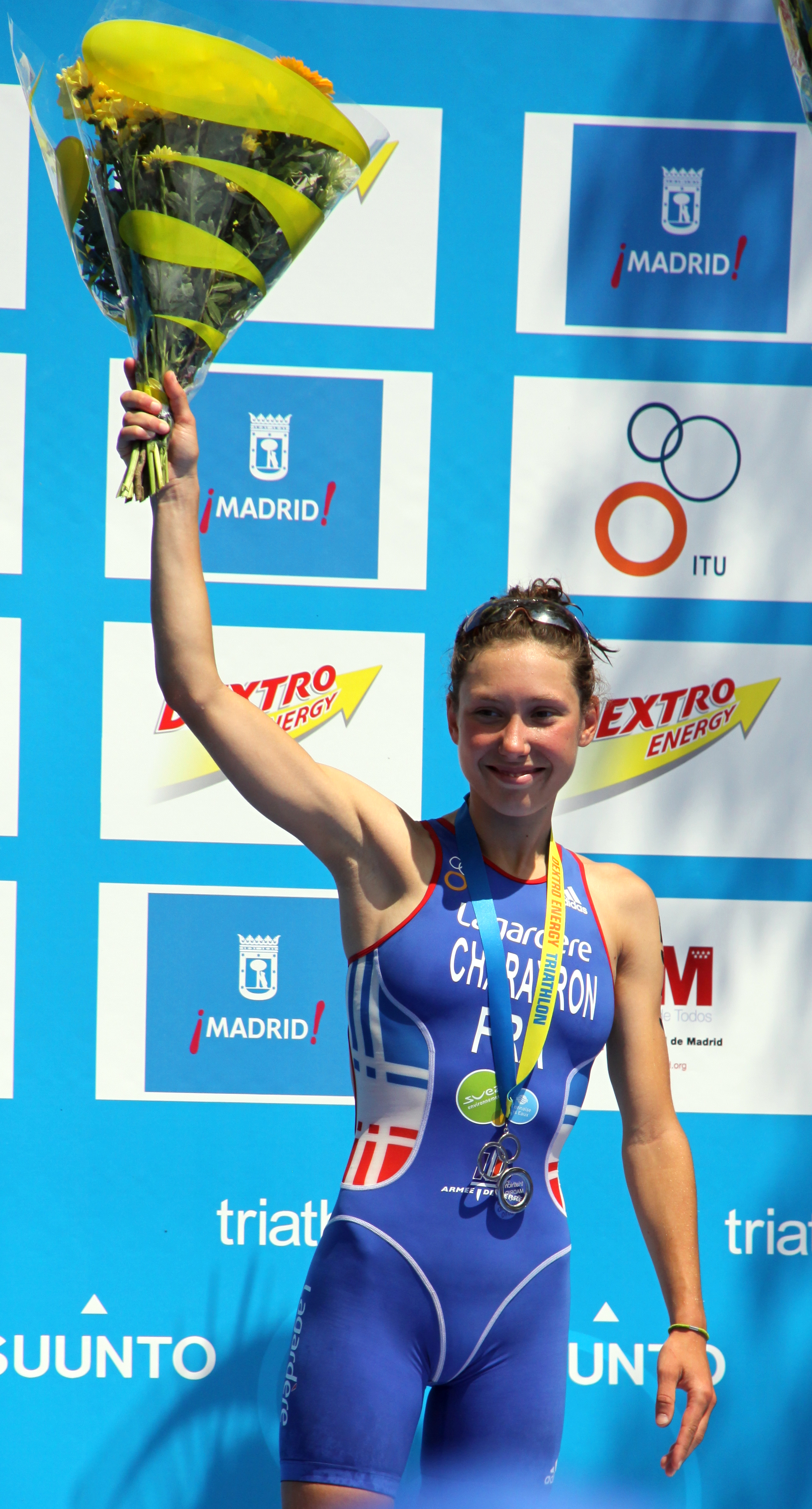
Emmie Charayron

Les tableaux présentent le « Top 10 » hommes et femmes des catégories élites
|                    | Triathlète       | Temps       |
| ------------------ | ---------------- | ----------- |
| Médaille d'or      | Aurélien Raphaël | 52 min 19 s |
| Médaille d'argent  | Jérémy Quindos   | 52 min 28 s |
| Médaille de bronze | Louis Vitiello   | 52 min 46 s |
| 4                  | Thomas Sayer     | 53 min 8 s  |
| 5                  | Antoine Duval    | 53 min 32 s |
| 6                  | Quentin Barreau  | 53 min 46 s |
| 7                  | Vincent Fazari   | 53 min 47 s |
| 8                  | Mathis Margirier | 53 min 58 s |
| 9                  | Nathan Guerbeur  | 54 min 10 s |
| 10                 | Maxime Menneson  | 54 min 24 s |

|                    | Triathlète              | Temps          |
| ------------------ | ----------------------- | -------------- |
| Médaille d'or      | Emmie Charayron         | 58 min 47 s    |
| Médaille d'argent  | Sandra Dodet            | 59 min 19 s    |
| Médaille de bronze | Léa Coninx              | 59 min 28 s    |
| 4                  | Justine Guérard         | 59 min 47 s    |
| 5                  | Kristelle Congi         | 1 h 0 min 26 s |
| 6                  | Jeanne Lehair           | 1 h 0 min 45 s |
| 7                  | Marine Vetillard        | 1 h 1 min 52 s |
| 8                  | Cindy Pomares           | 1 h 2 min 20 s |
| 9                  | Alexia Bailly           | 1 h 2 min 57 s |
| 10                 | Juliette Titotto Merlot | 1 h 3 min 11 s |